# 허병호
허병호(許丙虎, 1966년 11월 27일~)는 대한민국의 레슬링 선수이다. 1988년과 1992년 하계 올림픽에 참가했으며 1989년 세계 선수권 대회에서 남자 그레코로만형 페더급에서 은메달을 획득했다.

## 개인사
1990년 7월 육상 7종경기 선수인 지정미와 결혼했다.